# Aeropuerto de Jotán
El Aeropuerto de Jotán  (en chino: 和田机场; en uigur: خوتەن ئايرودرومى) (IATA: HTN, ICAO: ZWTN) es un aeropuerto que sirve Jótan, una ciudad en la región autónoma de Xinjiang en la República Popular de China.
El aeropuerto se encuentra a una altitud de 1.424 m (4.672 pies) sobre el nivel medio del mar. Se ha designado una pista 11/29 con una superficie de hormigón(concreto) que mide 3.200 por 50 metros (10.499 pies x 164 pies).
La empresa Air China ofrece vuelos a Pekín-Capital y Urumqi, mientras que China Southern Airlines, Shanghai Airlines y Tianjin Airlines vuelan sólo a Urumqi.

## Estadísticas
Ver fuente y consulta Wikidata.